# Драва (Польща)
Дра́ва (пол. Drawa) — річка на північному заході Польщі, притока Нотеця. Річка бере початок у Сьвідвінському повіті Західнопоморського воєводства, має довжину 186 км та впадає у Нотець біля міста Кшиж-Великопольський.
На берегах Драви розташовані міста Злоценець, Дравно, Дравсько-Поморське.